# Acanthus spinosus
Acanthus spinosus (акант колючий) — вид рослини родини акантові.

## Будова
Трав'яниста рослина висотою до 1 м. Листя вузьке, вкрите колючками. Квіти зібрані в пурпурні суцвіття на високих прямовисних квітконіжках над листям.

## Поширення та середовище існування
Зростає у західній Туреччині.

## Практичне використання
Вирощується як декоративна рослина.

## Галерея

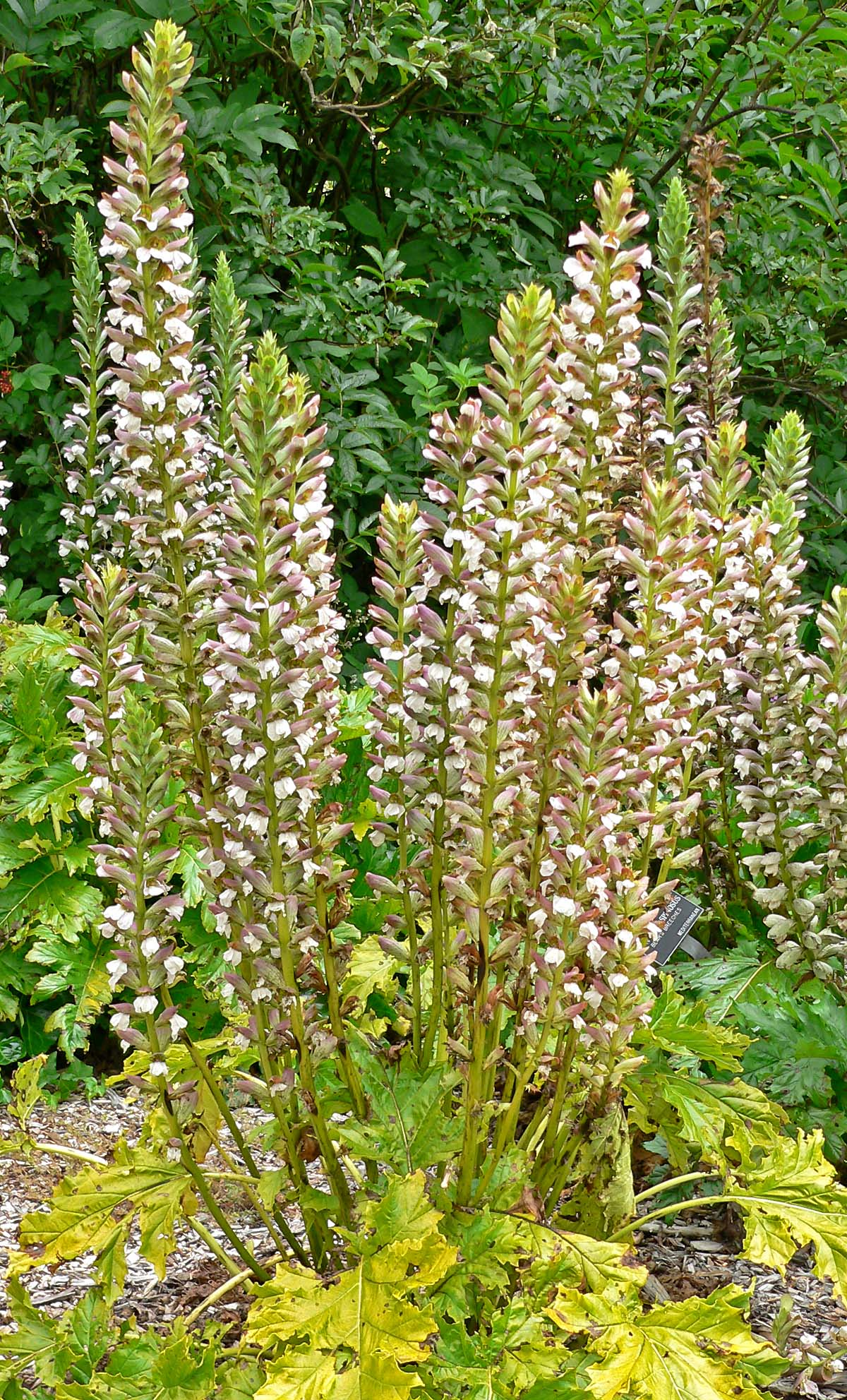
Суцвіття
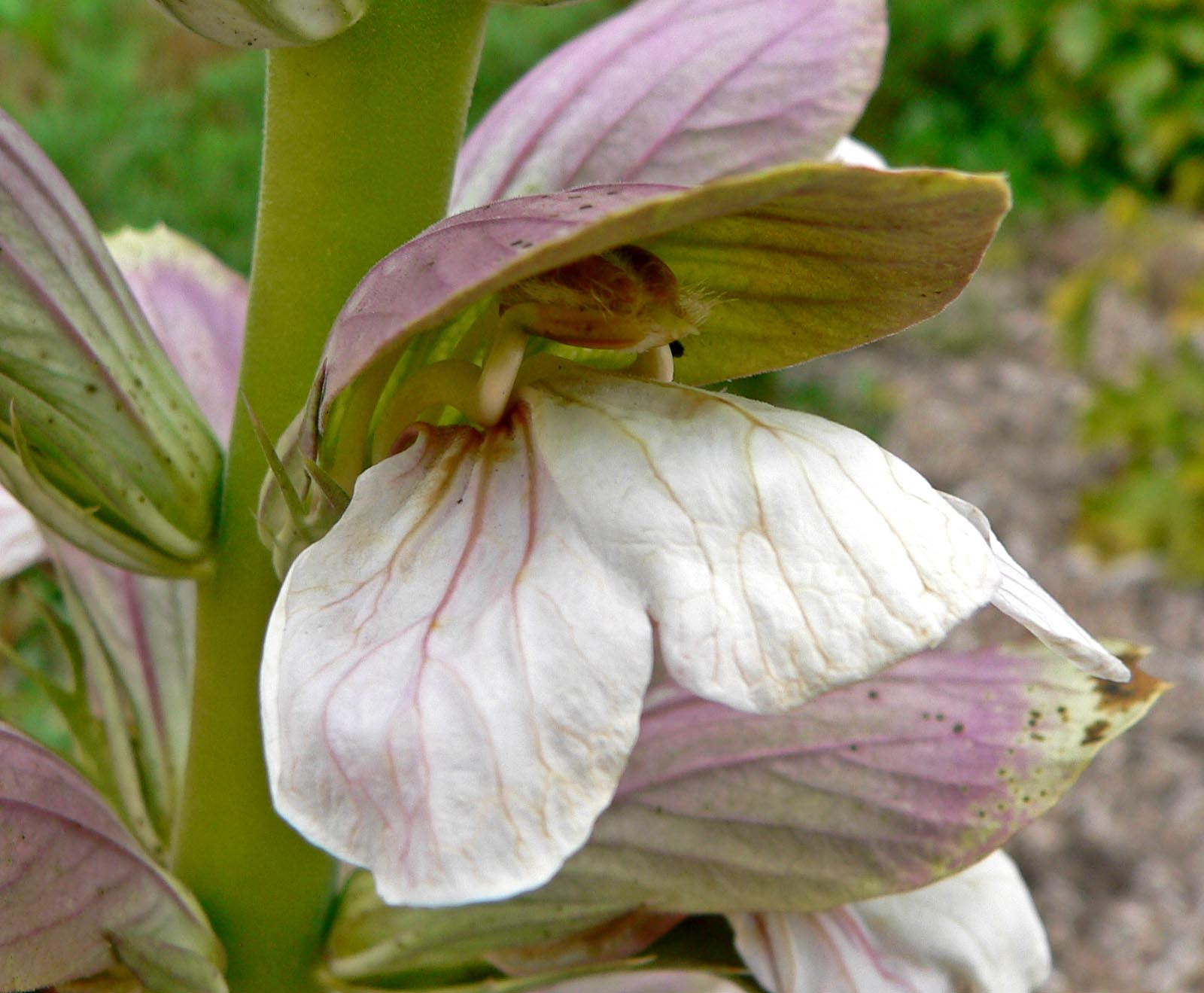
Квітка
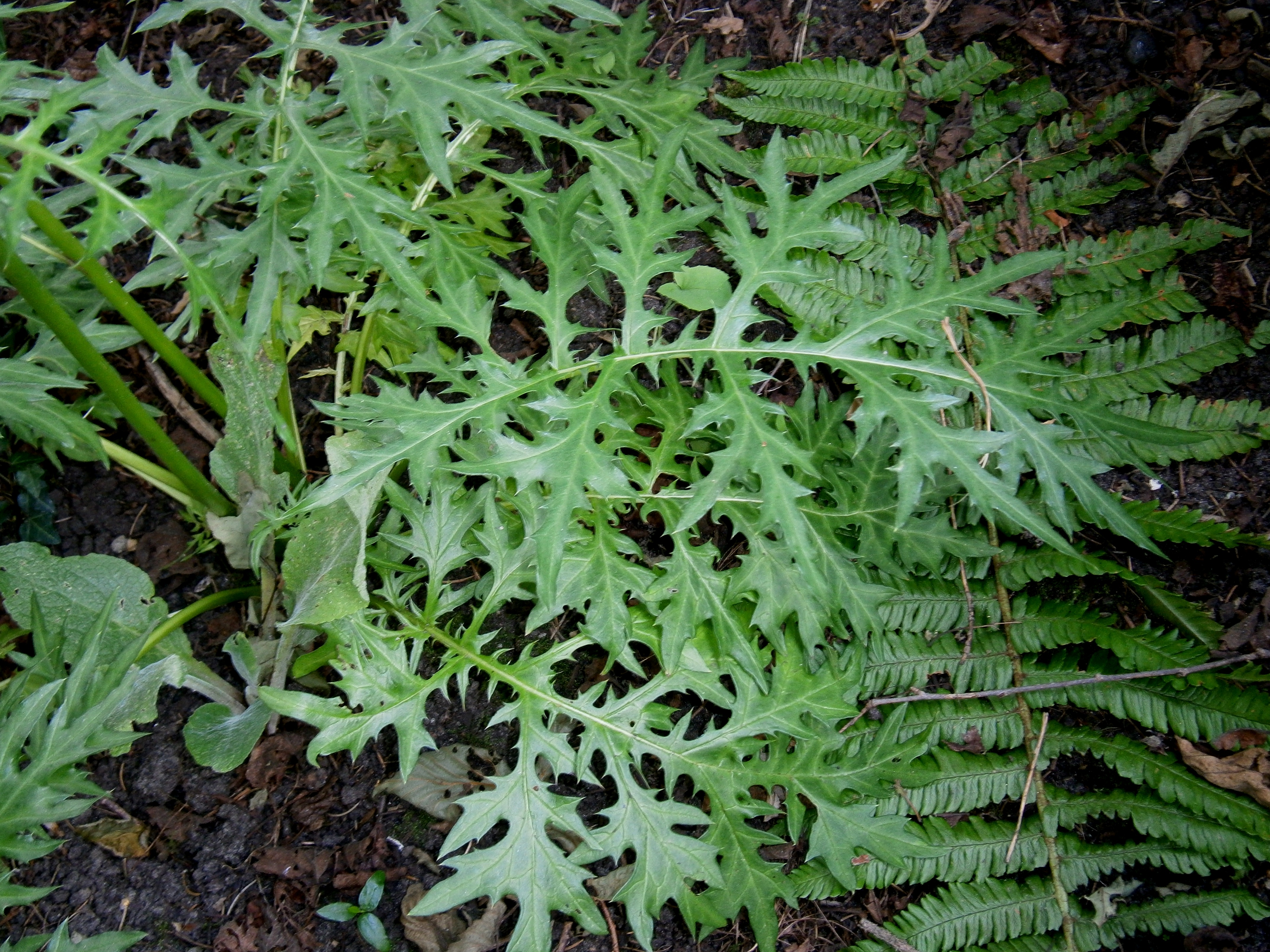
Листя